# Center for Open Science
Центр открытой науки — некоммерческая организация, расположенная в Шарлотсвилле, штат Вирджиния, с миссией «повысить открытость, честность и воспроизводимость научных исследований». Брайан Носек и Джеффри Спайс основали центр в январе 2013 года, при поддержке Фонда Лоры и Джона Арнольдов.
Организация начала деятельность с работы в области исследований по психологии. В марте 2017 года центр опубликовал свой стратегический план. Брайан Носек опубликовал письмо с изложением истории Центра и будущих направлений развития.

## Open Science Framework
Программное обеспечение с открытым исходным кодом Open Science Framework (OSF) разрабатывалось центром как проект для работы в области научных исследований.
В 2016 году группа выпустила препринт трёх сервисов с открытым исходным кодом для EngrXiv, SocArXiv и PsyArXiv.